# 范氏牌坊
范氏牌坊是山东省济宁市两座已被拆除的石牌坊。建于明朝崇祯七年至十一年（1634年—1638年）。有天下第一坊之称，是明末清初兖州范氏为了纪念范淑泰忠贞不屈、用身殉国，雇佣江南工匠建造的牌坊，其美轮美奂造型细致。1966年毁于文化大革命中，被拆除，其碎石块消失的无影无踪，至今仍未召回一块。
“范淑泰的著作，现仅知《山东文献书目》中录有他的《故明工科给事中范公奏折》一卷，清初抄本。”（选自樊英民著《兖州史话》）